# Порт-Ройал
Порт-Ро́йал (англ. Port Royal; в 1656—1661 годах — Мыс Кагу́эй (англ. Point Cagwey), или просто Кагу́эй (англ. Point Cagwey)) — город на острове Ямайка, столица одноимённой английской колонии с 1656 по 1692 гг.

## Географическое расположение
Город расположен на южном берегу Ямайки, на западном конце длинной и узкой косы Палисадос, являющейся южной границей гавани Кингстон.
В заливе Порт-Ройал в избыточном числе имеются рифы и песчаные отмели.
В прошлом Порт-Ройала они затрудняли судоходство по заливу, но благоприятствовали обороне острова со стороны моря.
Удобное в оборонительном плане расположение косы Палисадос стало основанием для закладки и строительства на ней к 1692 году (в непосредственной близости от Порт-Ройала) 5 каменных фортов, предназначенных для обороны города и блокирования входа в пролив Порт-Ройал:
- Форт Чарлз — главное оборонительное сооружение, сохранился в первоначальном виде, сейчас там расположен музей
- Форт Уокер — находится на берегу острова, неподалёку от Форта Чарльз
- Форт Руперт — сейчас затоплен, но иногда он появляется из воды
- Форт Джеймс — сейчас затоплен, был расположен на побережье
- Форт Карлайл — располагается возле Форта Джеймс, также затоплен

## История основания
Город (форт) Кагуэй, будущий Порт-Ройал, был основан испанцами в 1518 году в тридцати километрах от бывшей испанской столицы острова — города Сантьяго-де-ла-Вега (англ. Spanish town). Порт-Ройал являлся центром морской торговли в Карибском море вплоть до второй половины XVII века. После захвата англичанами у испанцев Ямайки в 1655 году, в эпоху протектората Кромвеля, Порт-Ройал был выбран в качестве столицы.

## Порт-Ройал — база английского флота
Порт-Ройал располагал глубокой и вместительной гаванью глубиной (у причальных стенок) в 9,15 метра. Таким образом, гавань Порт-Ройала могла принимать даже самые крупные 100-пушечные линейные корабли.

## Городская топография
В городе к 1692 году имелось: несколько церквей, четыре ежедневно торговавших рынка, сефардская синагога, католическая часовня, молитвенный дом квакеров, королевские пакгаузы, обширные складские помещения, более сотни таверн, зверинец, военные плацы и мосты и так далее.

## Население
В 1659 году в городе имелось 200 домов и магазинов. К 1670 году население города вместе с близлежащим городком Сантьяго-де-ла-Вега уже превышало 3300 человек, а ценз 1680 года выявил, что в столице Ямайки проживало около 4100 человек, в том числе 2086 белых, 845 негров, а также около 1200 пиратов. К 1692 году население города, по разным подсчётам составляло от 6500 до 10000 человек. При этом следует иметь в виду, что общее население Ямайки в 1670 году едва превышало 17 000 жителей.

## Экономика

### Порт
Порт-Ройал являлся единственным портом на Ямайке, и вся продукция, шедшая на экспорт в метрополию — Англию, — вывозилась только через него.
В 1688 году порт Порт-Ройал посетило 213 кораблей общим водоизмещением 11 317 тонн. В этом же самом году в Бриджтаун, столицу Барбадоса, прибыло только 102 корабля, а во все порты Новой Англии вместе взятые — всего 226 кораблей, что свидетельствует о том, какую огромную роль играл Порт-Ройал в колониальной торговле Англии эпохи последних Стюартов.
Из Порт-Ройала вывозилась, главным образом, продукция ямайских плантаций: сахар, патока, ром, индиго, какао, фрукты и т. п. В 1689—1691 гг. средняя стоимость ежегодно вывозимых из Порт-Ройала экспортных товаров составляла в среднем 137 000 фунтов стерлингов. Большого размаха в Порт-Ройале и его окрестностях достигала контрабандная торговля. Основным её предметом были африканские рабы, а велась она, преимущественно, между отдельными пиратскими командами и испанскими торговцами. По свидетельству одного морского офицера, служившего на Ямайке, в 1679 году объём контрабандной торговли только за 6 месяцев составил 20 000 фунтов.

## Пиратская столица
В 1654 году Оливер Кромвель поручил адмиралу Вильяму Пенну и генералу Роберту Венабльзу обеспечить англичанам опорную базу в Карибском бассейне. Его советник, ренегат-доминиканец Томас Кейдж, до этого бывший миссионером в Вест-Индии, утверждал, что испанские колонии на Кубе и Эспаньоле плохо защищены. Экспедиция из 18 боевых кораблей и 20 транспортов отправилась из Портсмута в день Рождества 1654 года и набрала дополнительных рекрутов на остановке в Барбадосе. Потерпев неудачу, несмотря на численное превосходство, в нападении на Санто-Доминго из-за плохой боеготовности наспех набранного и снаряжённого войска, 11 мая 1655 года экспедиция высадилась на Ямайке в месте современного порта Кингстон, после чего немногочисленный испанский гарнизон Сантьяго-де-ла-Вега сдался без боя. Однако, из-за промедления Венабльза с выработкой условий капитуляции, множество испанцев успели выпустить скот, освободить рабов и сами сбежать с ценностями на Кубу. Рабы, укрывшись в горах, стали называться марунами и беспокоили англичан своими набегами и в XVIII веке.
Порт-Ройал представлял собой безопасную гавань как для честных торговцев, так и для пиратов, контролирующих морские пути между Испанией и Панамой. Порт-Ройал был привлекателен для пиратов по нескольким причинам. Его близость к торговым путям давала пиратам лёгкий доступ к добыче, но самым главным преимуществом была близость к немногочисленным безопасным морским путям, идущим в Испанию из Атлантического океана. Гавань была достаточно большой не только для размещения судов, но и при необходимости, для кренгования и ремонта. Остров также идеально подходил для набегов на испанские поселения. Из Порт-Ройала Генри Морган нападал на Панаму, Портобело и Маракайбо. Такие известные личности, как Рош Бразильяно, Джон Дэвис (пират), и Эдвард Мансфилд (Mansveldt) также выбрали Порт-Ройал своей базой.

## Землетрясение 1692 года

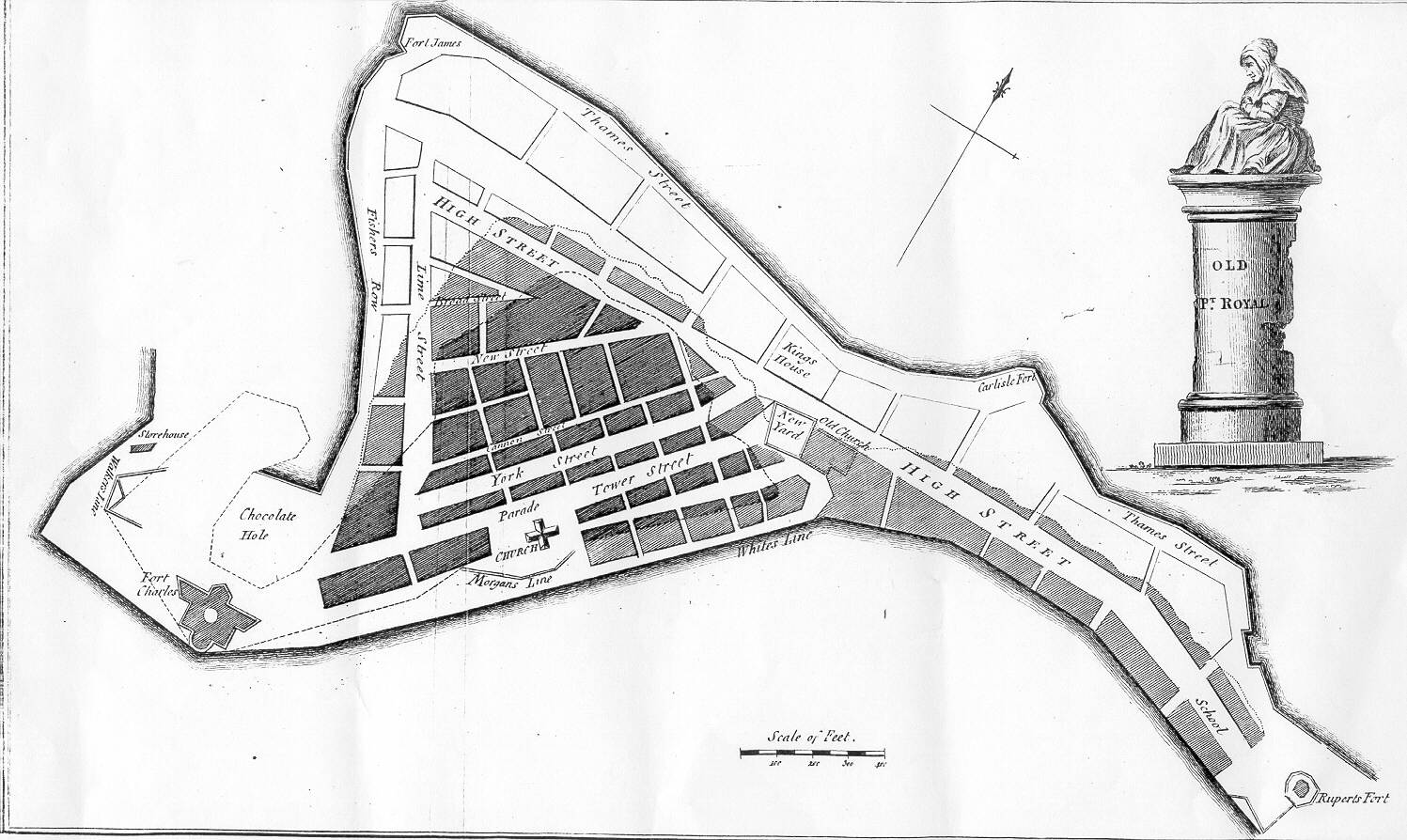
Карта Порт-Ройала до землетрясения

Произошедшее днём 7 июня 1692 года в 11 часов 43 минуты сильнейшее землетрясение полностью затопило 2/3 площади города: 13 акров городской земли вместе с домами было просто смыто в море, ещё 13 были затоплены возникшим цунами. Жертвами землетрясения оказались 2/3 жителей города (всего около 5000 человек). В гавани Порт-Ройала затонуло около 50 кораблей и судов, 1800 городских зданий было разрушено. Единственным военным кораблём, оказавшимся в момент землетрясения в гавани Порт-Ройала и погибшим в ней, оказался кренговавшийся на берегу 32-пушечный английский фрегат HMS Swan постройки 1673 года.
В результате землетрясения Порт-Ройал был практически полностью разрушен, и английская колониальная администрация была вынуждена перенести столицу острова Ямайка в небольшую деревушку Кингстон на противоположном (северном) берегу залива Порт-Ройал. Несмотря на разрушения, Порт-Ройал был всё же отстроен заново. В 1703 году, лишь одиннадцать лет спустя после землетрясения 1692 года, в городе произошёл сильный пожар, который вновь уничтожил город. Несколько сильных ураганов, последовавших за тем, и очередной трёхдневный пожар в 1728 году разрушили город окончательно, так что всё его оставшееся население было вынуждено переселиться из Порт-Ройала.
В настоящее время значительная часть города затоплена в результате оползневых процессов, вызванных землетрясением, которое произошло 7 июня 1692 года. Средняя глубина залегания остатков домов и иных строений — 15 метров. Во время детальных исследований Порт-Ройала было обнаружено: два здания с сохранившимися стенами и проёмами дверей (впоследствии разрушились из-за размыва донных отложений), четыре сотни курительных трубок, множество бутылок и фрагментов керамики, а также киль знаменитого фрегата HMS Swan, затонувшего вместе с городом в тот злополучный день. Существуют планы организации туристических поездок к месту давней катастрофы на специализированных лодках со стеклянным дном.

## Порт-Ройал в культуре

### Порт-Ройал в литературе
В романе Рафаэля Сабатини «Одиссея капитана Блада» некоторые события происходят на Ямайке, в Порт-Ройале. В конце романа главный протагонист становится губернатором Ямайки. В романе Сабатини «Чёрный лебедь» (1932) одним из героев является знаменитый английский пират Генри Морган, назначенный королём губернатором Ямайки со столицей в Порт-Ройале.
В романе Михаила Михеева «Год тысяча шестьсот...» описаны приключения советских спортсменов в Порт-Ройале, перед непосредственно землетрясением 1692 года.

### Порт-Ройал в кинематографе
В Порт-Ройале происходит действие серии фильмов «Пираты Карибского моря», также он является родным городом для нескольких главных персонажей и действие фильма «Чёрный лебедь» (1942), основанном на одноимённом романе Рафаэля Сабатини.

### Порт-Ройал в мультипликации
Герои советского мультфильма «Рассказы старого моряка», во 2-й его серии под названием «Необитаемый остров», в результате путешествия во времени попадают в Порт-Ройал. Оказавшись в плену у пиратов, старый капитан с друзьями решил совершить побег, зная о грядущем мощнейшем землетрясении 7 июня 1692, разрушившем столицу пиратов до основания.

### Порт-Ройал в музыке
Известной speed metal-командой Running Wild в 1988 году был издан альбом с одноимённым названием — Port Royal.
port-royal — итальянская рок-группа, играющая смесь электронной музыки и пост-рока.
Blazon Stone имеет альбом с названием "Return to Port Royal"

### Книги
- Bridges, George Wilson. The Annals of Jamaica. — London: John Murray, 1828. — Т. 2. — 508 с.
- Firth, C. H. The narrative of general venables with an appendix of papers relating to the expedition to the West Indies and the conquest of Jamaica, 1654-1655. — London: Longmans, Green, and Co., 1900. — 180 с.
- Sketch pedigrees of some of the early settlers in Jamaica / Noel B. Livingston. — Kingston: The educational supply company, 1909. — 140 с.
- Губарев, Виктор. Флибустьеры Ямайки: эпоха "великих походов". - М.: Вече, 2011. - 384 с.

### Статьи
- Barbour, Violet. Privateers and Pirates of the West Indies // The American Historical Review : журнал. — 1911. — Т. 16, № 3. — С. 529—566. — JSTOR 1834836.
- Burnard, Trevor. European Migration to Jamaica, 1655-1780 // The William and Mary Quarterly, Third Series : журнал. — 1996. — Т. 53, № 4. — С. 769—796. — JSTOR 2947143.
- Eltis, David. New Estimates of Exports from Barbados and Jamaica, 1665-1701 // The William and Mary Quarterly, Third Series : журнал. — 1995. — Т. 52, № 4. — С. 631—648. — JSTOR 2947041.
- Zahedieh, Nuala. The Merchants of Port Royal, Jamaica, and the Spanish Contraband Trade, 1655-1692 // The William and Mary Quarterly, Third Series : журнал. — 1986. — Т. 43, № 4. — С. 570—593.